# Flora Halensis
Flora Halensis (abreviado Fl. Halens.) es un libro con ilustraciones y descripciones botánicas que fue escrito por el botánico, geólogo, político alemán Friedrich Wilhelm von Leysser y publicado en Halle en el año 1761 con el nombre de Flora Halensis Exhibens Plantas circa Halam Salicam Crescentes Secundum Systema Sexuale Linneanum Distributas. Halae Salicae.